# Davos
Davos este un oraș în Elveția cu o populație de 11.000 de locuitori. Orașul este situat în cantonul Graubünden.
În fiecare an, în acest oraș se ține Forumul Economic Mondial. Davos este și un centru de schi și sporturi de iarnă.

Stema oraşului
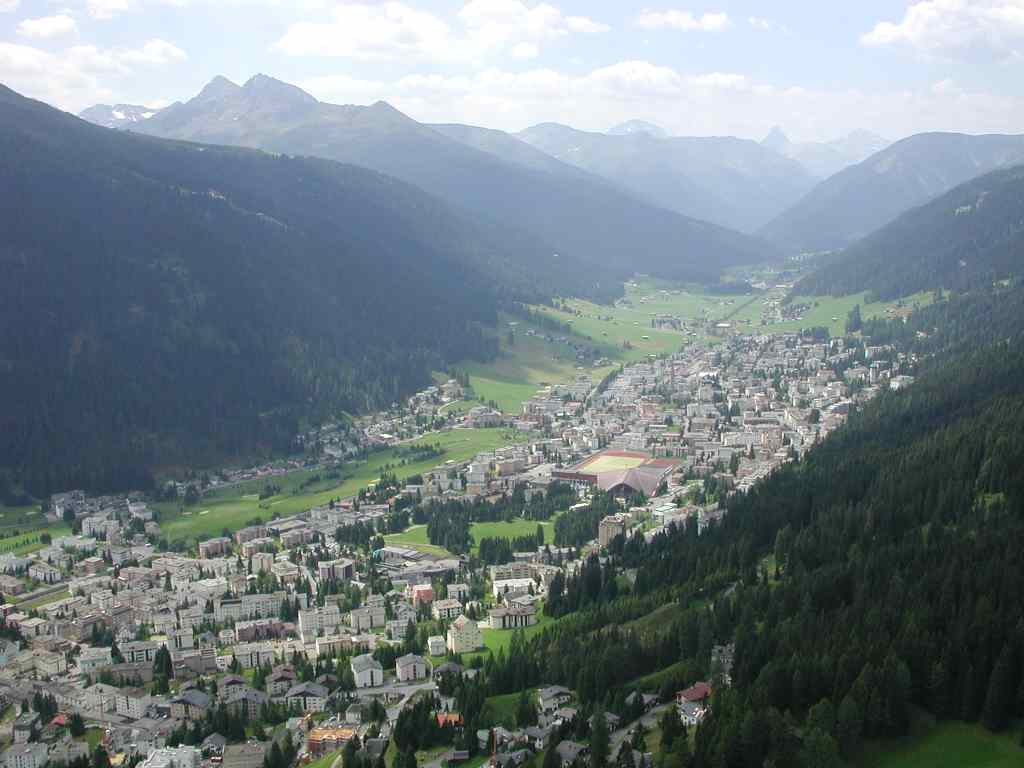
Davos